# 钦塔诺
钦塔诺（意大利语：Cintano），是意大利北部皮埃蒙特大区都灵省的一个市镇。总面积4.9平方公里，总人口264，人口密度53.9人/平方公里（2010年12月31日）。